# Re-Rewind (The Crowd Say Bo Selecta)
Re-Rewind (The Crowd Say Bo Selecta) is een nummer van het Britse muziekduo Artful Dodger uit 2000, ingezongen door de eveneens Britse zanger Craig David. Het is de derde single van It's All About the Stragglers, het enige album van Artful Dodger.
Het nummer kwam van een eerdere demo van Craig David genaamd "Last Night", die bedoelt was voor zijn album Born to Do It. David zei dat het bestand met de opname van "Re-Rewind" bijna verloren was gegaan wegens technische problemen. Het nummer werd in diverse landen een hit en bereikte de 2e positie in het Verenigd Koninkrijk. In de Nederlandse Top 40 bereikte de plaat de 4e positie, terwijl in de Vlaamse Ultratop 50 een bescheiden 21e positie werd gehaald.

## Tracklijst
- Cd-single

1. "Re-Rewind (The Crowd Say Bo Selecta)" (radioversie)
2. "Re-Rewind (The Crowd Say Bo Selecta)" (Sharp Club vocal remix)